# Uplawmoor
Uplawmoor is een dorp in de Schotse council East Renfrewshire in het historisch graafschap Renfrewshire met in 2004 een populatie van ongeveer 700.